# Oakfield (Maine)
Pour les articles homonymes, voir Oakfield.
Oakfield est une ville située dans l’État américain du Maine, dans le comté d’Aroostook. Elle est surnommée la Suisse du comté en raison de son relief montagneux dont le point culminant, Sam Drew Mountain, s'élève à 461 mètres d'altitude. 

## Histoire
Lors de la séparation du district du Maine d'avec le Massachusetts en juin 1819, le canton T5 R3 WELS est resté possession de l'Etat-mère. En 1830, l'agent d'exploitation des terres du Massachusetts a divisé la partie nord du canton en deux lots, le 12 et le 13 : ces deux lots constituent le territoire de la ville actuelle d'Oakfield. Ils ont été acquis respectivement en 1831 par Daniel Spaulding, qui venait du comté de Kennebec et Alexander Caldwell, un émigré irlandais. Ces deux pionniers sont considérés comme les fondateurs de la ville. Un troisième colon les rejoint en 1848 : David W. Clifford. 
En 1858, en tant que terre non habitée, la localité devient possession du Maine qui la fait arpenter et lotir en vue de sa colonisation. Les lots sont offerts à raison de 50 cents l'acre, à payer en corvée routière : chaque acquéreur, en construisant les routes menant à la localité, dote ainsi son lot d'une voie d'accès. Les colons affluent à partir de cette date et le premier à se porter acquéreur est Samuel Gerrish, originaire de Linneus. 
La localité est organisée en tant que plantation le 21 février 1878.  
En 1880, elle compte 720 habitants. L'historien Edward Wiggin fait remarquer que malgré son relief accidenté, Oakfield possède de bonnes terres fertiles qui ont permis l'établissement de fermes prospères, y compris sur les collines. 
Oakfield est incorporée le 24 février 1897.
La ville a été une importante plaque tournante ferroviaire où les deux lignes de la Bangor and Aroostook Railroad se séparaient, remontant, l'une, vers Ashland, l'autre vers Houlton. Construit en 1910, le dépôt ferroviaire est devenu une gare vers 1942 lorsqu'il a été déplacé. Fermée en 1961, l'ancienne gare abrite désormais la Société historique d'Oakfield et le musée du chemin de fer d'Oakfield. Au plus fort de son trafic dans les années 1930, la gare voyait passer jusqu'à seize trains par jour.
La ville d'Oakfield est aussi connue pour ses éoliennes dont le parc a été construit à partir de 2015. Il produit 150 mégawatts d'électricité grâce aux vents des contreforts d'Oakfield. 

## Géographie
| Merrill    | ,        | Smyrna       |
| Hersey     | Oakfield | New Limerick |
| Dyer Brook |          |              |

### Hydrographie
La branche est de la rivière Mattawamkeag traverse la ville dans sa partie ouest. Dans la partie nord se situent Spaulding Lake et Long Lake dont les eaux se déversent dans cette branche de la rivière. Plus au nord encore se trouve Timony Lake et au nord-ouest, Drew's Lake qui s'étend aussi sur les localités limitrophes de Linneus et de New Limerick. Dans les hautes terres d'Oakfield, plusieurs ruisseaux trouvent leur source, qui se jettent dans la rivière canadienne proche : la  Meduxnekeag. Au sud-est de la ville se situent deux autres lacs : Skitacook Lake et Mud Lake. 

### Relief
La localité présente un relief montagneux qui culmine à 461 mètres à la Sam Drew Mountain, le 29e pic le plus élevé des 206 que compte le comté. Les collines d'Oakfield s'élèvent quant à elles à 398 mètres d'altitude. Ce relief a valu à la localité son surnom de Suisse du comté d'Aroostook.

### Energie renouvelable
Très ventée, la région d'Oakfield a été choisie en 2012 comme l'un des quatre sites les plus propices au développement de l'éolien terrestre dans le Maine. Le parc se compose de 48 éoliennes à vitesse variable à pas régulé, avec une longueur de pale de 54,6 mètres et une hauteur de moyeu pouvant aller jusqu'à 84 mètres. Les turbines ont été fabriquées dans les usines de Vestas dans le Colorado. L'entreprise historique Reed & Reed a construit le reste de l’usine et la société financière Maine GenLead possède et exploite la ligne de transport d'électricité dont le conglomérat américain General Electric a fourni la technologie de condensateur synchrone. 

## Démographie
D'après les données 2020 de l'U.S. Census Bureau, la population d'Oakfield est majoritairement de sexe féminin (51,6 %). La tranche d'âge des 18-64 ans représente 55,19 % de la population totale. Le profil démographique fait état de 94,3 % de Blancs, 2,4 % d'Amérindiens, 0,5 % de Noirs/Afro-américains et 2,4 % se réclamant de deux ethnies ou plus. Par ailleurs, 1,1 % de la population se revendique hispanique ou latino-américain. 
Selon les données de City-Data, les ascendances déclarées des habitants en 2010 sont anglaises (54,4 %), françaises (19,5 %), irlandaises (14,9 %), allemandes (6,3 %), écossaises-irlandaises (4,5 %) et écossaise (4,1 %).

## Transports
Oakfield se trouve à la jonction de l'U.S. Route 2 et de l'Interstate 95.

## Politique et administration

### Tendance politique
Le comté, qui votait traditionnellement pour le parti démocrate, a vu cette tendance s'inverser lors de l'élection présidentielle de 2016 avec la répartition suivante :
- Hillary Clinton 38,2 %
- Donald Trump 55,4 %
- Autres 6,5 %.

Cette tendance s'est confirmée en 2020.
Oakfield a pour sa part majoritairement voté en faveur de Donald Trump aux deux scrutins : en 2016, 254 voix (contre 102 en faveur d'Hilary Clinton) et en 2020, 286 voix (contre 111 en faveur de Joe Biden).

### Conseil municipal
La ville est administrée par un conseil municipal de cinq membres élus qui agissent à titre d'organe exécutif et qui s'appuient sur un directeur municipal nommé, qui exerce ses fonctions à temps complet. Les élus se réunissent le 3e mercredi de chaque mois. 

### Services municipaux
La ville comporte un service des travaux publics qui est responsable de l'entretien hivernal et estival des 25 milles de voies internes à la ville et de routes locales extérieures à la localité, avec un garage municipal. Elle dispose aussi d'un service d'incendie composé de 16 à 20 sapeurs-pompiers bénévoles. 